# 50855 Williamschultz
50855 Williamschultz è un asteroide della fascia principale. Scoperto nel 2000, presenta un'orbita caratterizzata da un semiasse maggiore pari a 2,6177416 au e da un'eccentricità di 0,1797706, inclinata di 10,08841° rispetto all'eclittica.